# غرنيكا (لوحة)
غرنيكا (بالإسبانية: Guernica) هي لوحة جدارية للفنان بابلو بيكاسو استوحاها من قصف غرنيكا، الباسك حين قامت طائرة حربية ألمانية وإيطالية مساندة لقوات القوميين الأسبان رازبي في حكة  بقصف المدينة في 26 أبريل 1937 بغرض الترويع خلال الحرب الأهلية الإسبانية  وكانت حكومة الجمهورية الإسبانية الثانية (1931-1939) قد كلفت بابلو بيكاسو بابداع لوحة جدارية لتعرض في الجناح الإسباني في المعرض الدولي للتقنيات والفنون في الحياة المعاصرة "Exposition Internationale des Arts et Techniques dans la Vie Moderne" الذي أقيم في باريس عام 1937.
وكان بيكاسو قد انتهى من اللوحة في أواسط يونيو 1937.
اللوحة تمت بأسلوب التصوير الزيتي تتكون من الألوان الأزرق الداكن، الأسود والأبيض بطول يبلغ 3.5 أمتار وعرض يبلغ 7.8 أمتار. وهي معروضة في متحف مركز الملكة صوفيا الوطني للفنون "Museo Nacional Centro de Arte Regina Sofia" في مدريد.

## المهمة
كلّفت الجمهورية الإسبانية الثانية بيكاسو في يناير 1937، برسم لوحة جداريّة كبيرة من أجل عرضها في الجناح الإسباني في معرض باريس الدوليّ عام 1937. لقد عاش بيكاسو في باريس، وعُيِّن مديرًا فخريًا في المنفى لمتحف ديل برادو. زار إسبانيا للمرة الأخيرة عام 1934، ولم يعد أبدًا.
عمل بيكاسو ببطء إلى حدّ ما من يناير إلى أواخر أبريل على الرسومات المبدئية لمشروعه، لكن بعد سماعه للتقارير عن قصف غرنيكا في 26 أبريل، وبعد زيارة الشاعر خوان لارريا له، وتشجعيه على رسم هذا الحدث، تخلّى بيكاسو عن فكرة مشروعه الأولية وتصرف بناءً على اقتراح لارريا، وبدأ في رسم سلسلة من الرسومات الأولية لغرنيكا.

## المضمون التاريخي

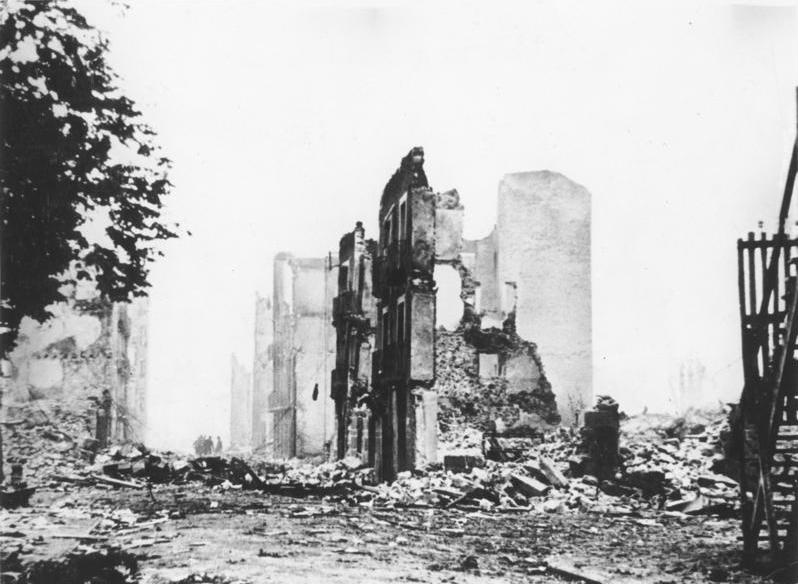
غرنيكا في حالة خراب، 1937

### القصف في 26 أبريل 1937
كانت غرنيكا خلال الحرب الأهلية الإسبانية تُمثل المعقل الشمالي لحركة المقاومة الجمهورية ومركزًا لثقافة الباسك. وهذا ما أضاف إلى أهميتها كونها هدفًا للاعتداءات. تكوّنت القوّات الجمهورية من عدّة فصائل (مثل الشيوعيين والاشتراكيين وغيرهم) وكانت لهم أهداف مختلفة، لكنهم اتّحدوا في معارضتهم للقوميين.

قصفت الطائرات الحربية التابعة لجيش الكندور الألماني بقيادة العقيد فولفرام فريهر فون ريختهوفن حوالي الساعة 4:30 مساءً في يوم الاثنين 26 أبريل 1937، غرنيكا لمدة ساعتين. كتب فون ريختهوفن في مجلته في تاريخ 30 أبريل 1937
«عندما وصل أول سرب من الطائرات، وُجد دخان بالفعل في كل مكان، ولم يكن تحديد الأهداف مثل الطرق والجسور والضواحي ممكنًا، ولذلك أسقطوا كل شيء موجود في المركز. فهُدمت المنازل ودُمِّرت أنابيب المياه، كان يقضي معظم السكان عطلتهم بعيداً عن منازلهم وغالبية الموجودين غادروا البلدة على الفور في بداية [القصف]، أما عدد الذين لقوا حتفهم في الملاجئ التي قُصفت فكان قليلاً».
تُشير بعض التقارير إلى أن سكان غرنيكا كانوا مُجتمعين في وسط المدينة، وعندما بدأ القصف لم يتمكنوا من الهرب؛ لأن الطرق كانت مليئة بالحطام والجسور المؤدية إلى المدينة كانت مُدمّرة بالكامل.

### ما بعد غرنيكا
كانت غرنيكا مأهولة بالنساء والأطفال فقط؛ لأن غالبية رجالها كانوا غائبين ومنشغلين بالقتال نيابةً عن الجمهوريين بالتزامن مع وقت القصف، فانعكست هذه الصورة السّكانية على شخصيات لوحة غرنيكا.
دعم جورج ستير -وهو مراسل لصحيفة التايمز ومتعاطف مع الباسك والجمهوريين- هذا الحدثَ في المحافل الدولية ولفت انتباه بابلو بيكاسو. إذ نُشرت «تقارير شهود عيان ستير» في 28 أبريل في كل من التايمز ونيويورك تايمز، ونُشرت أيضًا في 29 أبريل في صحيفة الإنسانيّة «L'Humanité» وهي صحيفة شيوعية فرنسية تُصدَر يوميًا.
عاش بيكاسو في باريس خلال الإدارة العسكريّة في فرنسا (الحرب العالمية الثانية). ويُقال إن ضابطًا ألمانيًا سأل بيكاسو، عندما رأى جداريّة غرنيكا في شقته، «هل فعلت ذلك؟» أجاب بيكاسو: «لا، بل أنتَ من فعل ذلك».

## الإنشاء
رُسمَت غرنيكا باستخدام طلاء غير لامع أُعدَّ خصيصًا بناءً على طلب بيكاسو للحصول على أقل لمعان ممكن. وساعد الفنان الأمريكي جون فيرين في مد لوحة الرّسم الضخمة، وساعدت أيضًا المصوّرة دورا مار، التي عملت مع بيكاسو منذ منتصف عام 1936 في تصوير الاستوديو الخاص به وتعليمه تقنية المخطط الفوتوغرافي؛ بهدف توثيق خطوات رسم هذه اللوحة.
اعترفَ بيكاسو -الذي نادراً ما سمح للغرباء بمشاهدته يعمل في الاستوديو- بالتأثير الإيجابي للزوّار الذين راقبوا تقدُّمه في لوحة غرنيكا، إيمانًا منه بأن ذلك سيساعد في دعم القضية المناهضة للفاشيّة.
عمل بيكاسو على اللوحة مدة 35 يومًا، واكتملت في 4 يونيو 1937.

## مكونات اللوحة
يحدث المشهد داخل غرفة، على اليسار منها يقف ثور واسع العين فوق امرأة حزينة تحمل طفلاً ميتاً بين ذراعيها، وفي وسط الغرفة نجد حصانًا متألمًا جدًا مع وجود فجوة كبيرة في جانبه، وكأنه قد طُعن برمح. يتمدّد تحت الحصان جندي ميت ويده التابعة لذراعه اليمنى المقطوعة تحمل سيفًا مُحطمًا.
يظهر أعلى الحصان من جهة اليمين امرأة خائفة، تراقب المشهد من خلال نافذة وتحمل بيدها مصباحًا مُضاءً باللهب. أما الخناجر التي توحي بالصراخ حلّت محل ألسنة الحصان والثور والمرأة الحزينة.

## الرمزية والتفسيرات
تختلف تفسيرات لوحة غرنيكا بشكلٍ واسع وتتناقض مع بعضها البعض. على سبيل المثال، بالنسبة إلى العنصرين المُسيطرين على الجداريّة: الثور والحصان. قالت مؤرخة الفن باتريشيا فيلينج: «إن الثور والحصان يُمثلان شخصيتين مهمتين في الثقافة الإسبانية، لقد استخدم بيكاسو نفسه هذه الشخصيات سابقًا لأداء الكثير من الأدوار المختلفة خلال مسيرته الفنية، وهذا ما جعل تفسير المعنى الحقيقي للثور والحصان مَهمةً صعبةً للغاية»

## المعارض

### معرض باريس الدولي 1937
عُرضت لوحة غرنيكا في يوليو من عام 1937 ضمن الجناح الإسباني في معرض باريس الدولي. كان لألمانيا النازية وروسيا الستالينية أجنحة ضخمة أيضًا. بُني الجناح بتمويلٍ من حكومة الجمهورية الإسبانية في وقت الحرب الأهلية لإظهار كفاح الحكومة الإسبانية من أجل وجود الدولة.
كان رد فعل الجمهور على اللوحة مُتناقضًا. إذ اضطر «ماكس أوب» أحد المسؤولين عن الجناح الأسباني، إلى الدفاع عن العمل أمام مجموعة من المسؤولين الإسبان الذين اعترضوا على أسلوب الحداثة في الجداريّة. وانتقدت بعض الجماعات الماركسية لوحة بيكاسو ووصفوها بأنها تفتقر إلى الالتزام السياسي، وأخطأت لعدم تقديمها رؤية لمستقبل أفضل. وفي المقابل، وجدَ الجمهور الإسباني لوحة الفنان مورغادو ناجحةً للغاية. انتقد الناقد الفني «كليمنت غرينبرغ» لوحة غرنيكا أيضًا.

### الجولة الأوروبيّة
دفعت حكومة الجمهورية الإسبانية 200000 فرنك لبيكاسو مقابل تكاليف لوحة غرنيكا، وهي واحدة من اللوحات القليلة التي لم يبعها بيكاسو مباشرةً إلى صديقه باول روزنبرغ (وهو تاجر أعمال فنية). ومع ذلك، نظّم روزنبرغ جولة مؤلفة من أربعة أشخاص تضم 118 لوحة من أعمال بيكاسو وهنري ماتيس وجورج براك وهنري لورنس. وكان هدف الجولة الأساسي هو جذب الانتباه لغرنيكا.
زارت الجولة من يناير إلى أبريل 1938، أوسلو وكوبنهاغن وستوكهولم وغوتنبرغ. عُرضت اللوحة في معرض وايت تشابل للفنون في لندن ابتداءً من أواخر سبتمبر. ووصلت إلى لندن في 30 سبتمبر، في نفس اليوم الذي وُقّعت فيه معاهدة ميونخ من قبل زعماء المملكة المتحدة وفرنسا وإيطاليا وألمانيا. ثم وصلت إلى ليدز وليفربول، وفي أوائل عام 1939 إلى مانشستر.

## وصلات خارجية
* A 3D Exploration of Picasso's Guernica نسخة محفوظة 15 مايو 2008 على موقع واي باك مشين.